# Liste des cavités naturelles les plus longues de l'Eure

Département de l'Eure,
en rouge sur la carte de France.

La liste des cavités naturelles les plus longues de l'Eure recense sous la forme d'un tableau, les cavités souterraines naturelles connues de ce département, dont le développement est supérieur à cinquante mètres.
La communauté spéléologique considère qu'une cavité souterraine naturelle n'existe vraiment qu'à partir du moment où elle est « inventée » c'est-à-dire découverte (ou redécouverte), inventoriée, topographiée et publiée. Bien sûr, la réalité physique d'une cavité naturelle est la plupart du temps bien antérieure à sa découverte par l'homme ; cependant tant qu'elle n'est pas explorée, mesurée et révélée, la cavité naturelle n'appartient pas au domaine de la connaissance partagée.
La liste spéléométrique des plus longues cavités naturelles du département de l'Eure (>= 50 m) est  actualisée fin 2018.
La plus longue cavité répertoriée dans le département de l'Eure est la rivière souterraine des Robots à Caumont (cf. ligne 1 du tableau ci-dessous).

## Répartition géographique
| \| Évreux Les Andelys Bernay \| Répartition géographique des cavités naturelles de l’Eure. |
| Évreux Les Andelys Bernay                                                                  |

## Liste des cavités

### Cavités de développement supérieur ou égal à50 mètres
33 cavités sont recensées au 31-12-2018.
| Réf. | Cavités (autres noms)             | Communes               | Massifs ou zones géographiques | Coordonnées (WGS 84)        | Développement (en mètres) | Dénivelée (en mètres) | Sources ou références                                               | Mises à jour |
| ---- | --------------------------------- | ---------------------- | ------------------------------ | --------------------------- | ------------------------- | --------------------- | ------------------------------------------------------------------- | ------------ |
| 1    | Rivière souterraine des Robots    | Caumont                |                                |                             | +002 400, m               | +0034, m              | plongeesout.com & Centre Normand d'étude du Karst & GSA de Mandeure | 2000-00      |
| 2    | Grotte de la Jacqueline           | Caumont                |                                | 49° 22′ 45″ N, 0° 54′ 49″ E | +001 050, m               | +0000, m              | Spéléométrie de la France                                           | 2000-00      |
| 3    | Grotte de la Roche Percée         | Le Thuit               |                                | 49° 15′ 14″ N, 1° 21′ 35″ E | +000572, m                | +0000, m              | Spéléométrie de la France                                           | 2000-00      |
| 4    | Grotte du Mont Pivin              | Les Andelys            |                                |                             | +000302, m                | +0000, m              | Spéléométrie de la France                                           | 2000-00      |
| 5    | Grotte de la Grande Faille        | Caumont                |                                |                             | +000288, m                | +0000, m              | Spéléométrie de la France                                           | 2000-00      |
| 6    | Grotte du Pylône Aval             | Caumont                |                                |                             | +000230, m                | +0000, m              | Spéléométrie de la France                                           | 2000-00      |
| 7    | Réseau de la Boue                 | Caumont                |                                |                             | +000224, m                | +0000, m              | Spéléométrie de la France                                           | 2000-00      |
| 8    | Trou du Chien                     | Caumont                |                                |                             | +000215, m                | +0035, m              | Spéléométrie de la France                                           | 2000-00      |
| 9    | Réseau des Canoniers              | Caumont                |                                |                             | +000188, m                | +0030, m              | Spéléométrie de la France                                           | 2000-00      |
| 10   | Grotte du Château de la Ronce     | Caumont                |                                | 49° 22′ 58″ N, 0° 54′ 51″ E | +000159, m                | +0000, m              | Spéléométrie de la France                                           | 2000-00      |
| 11   | Réseau de Chocottes               | Caumont                |                                |                             | +000155, m                | +0039, m              | Spéléométrie de la France                                           | 2000-00      |
| 12   | Réseau du Fakir                   | Caumont                |                                |                             | +000133, m                | +0043, m              | Spéléométrie de la France                                           | 2000-00      |
| 13   | Réseau du Pylône Nord             | Caumont                |                                | 49° 22′ 07″ N, 0° 54′ 35″ E | +000124, m                | +0000, m              | Spelunca n°144                                                      | 2016-12      |
| 14   | Trou Bournichon                   | Les Andelys            |                                |                             | +000115, m                | +0000, m              | Spéléométrie de la France                                           | 2000-00      |
| 15   | Karst 16                          | Caumont                |                                |                             | +000102, m                | +0000, m              | Spéléométrie de la France                                           | 2000-00      |
| 16   | Réseau du Pylône Central          | Caumont                |                                |                             | +000101, m                | +0000, m              | Spéléométrie de la France                                           | 2000-00      |
| 17   | Réseau Oissel-Elbeuf              | Caumont                |                                |                             | +0 00098, m               | +0000, m              | Spéléométrie de la France                                           | 2000-00      |
| 18   | Trou du Pévébis                   | Le Landin              |                                |                             | +0 00098, m               | +0000, m              | Spéléométrie de la France                                           | 2000-00      |
| 19   | Réseau inférieur du moulin Heulin | Brosville              |                                |                             | +0 00095, m               | +0000, m              | Spéléométrie de la France                                           | 2000-00      |
| 20   | Réseau principal du Consul        | Caumont                |                                |                             | +0 00093, m               | +0000, m              | Spéléométrie de la France                                           | 2000-00      |
| 21   | Réseau de la salle du Labo        | Caumont                |                                |                             | +0 00089, m               | +0025, m              | Spéléométrie de la France                                           | 2000-00      |
| 22   | Réseau supérieur du moulin Heulin | Brosville              |                                |                             | +0 00095, m               | +0000, m              | Spéléométrie de la France                                           | 2000-00      |
| 23   | Trou du Pont Saint-Pierre         | Le Thuit               |                                |                             | +0 00079, m               | +0000, m              | Spéléométrie de la France                                           | 2000-00      |
| 24   | Réseau du Délaissé                | Caumont                |                                |                             | +0 00078, m               | +0000, m              | Spéléométrie de la France                                           | 2000-00      |
| 25   | Réseau du Complexe                | Caumont                |                                |                             | +0 00076, m               | +0000, m              | Spéléométrie de la France                                           | 2000-00      |
| 26   | Grotte de la marnière Lenormand   | Les Monts du Roumois   |                                |                             | +0 00070, m               | +0000, m              | Spéléométrie de la France                                           | 2000-00      |
| 27   | Cheminée de la Luxure             | Caumont                |                                |                             | +0 00068, m               | +0037, m              | Spéléométrie de la France                                           | 2000-00      |
| 28   | Réseau du Coup de Barre           | Caumont                |                                |                             | +0 00063, m               | +0000, m              | Spéléométrie de la France                                           | 2000-00      |
| 29   | Réseau Gaston Rogez               | Caumont                |                                |                             | +0 00062, m               | +0000, m              | Spéléométrie de la France                                           | 2000-00      |
| 30   | Réseau du Gag-7                   | Caumont                |                                |                             | +0 00057, m               | +0000, m              | Spéléométrie de la France                                           | 2000-00      |
| 31   | Cheminée du Mât                   | Caumont                |                                |                             | +0 00053, m               | +0020, m              | Spéléométrie de la France                                           | 2000-00      |
| 32   | Gouffre Guy-Denizot               | Rougemontiers          |                                |                             | +0 00052, m               | +0035, m              | Spéléométrie de la France                                           | 2000-00      |
| 33   | Rivière souterraine de Caorches   | Caorches-Saint-Nicolas |                                |                             | +0 00050, m               | +0000, m              | Spéléométrie de la France                                           | 2000-00      |